# Dorcadion seminudum
Dorcadion seminudum är en skalbaggsart. Dorcadion seminudum ingår i släktet Dorcadion och familjen långhorningar.

## Underarter
Arten delas in i följande underarter:
- D. s. seminudum
- D. s. nachycevanicum
- D. s. impuncticolle